# 林路
林路（1913年—2001年），男，湖北武汉人，中国音乐教育家，曾任中国音乐家协会理事，中国文学艺术界联合会全国委员会委员。